# Timex Social Club
Timex Social Club war eine US-amerikanische Musikgruppe aus Berkeley, Kalifornien, die den Genres R&B, Dance, Post-Disco und Soul zugerechnet wird. Der größte Hit ist Rumors aus dem Jahr 1986. Timex Social Club gilt als Vorläufer der New-Jack-Swing-Bewegung.

## Geschichte
Gegründet wurde die Band unter dem Namen Timex Crew 1982 von Marcus Thompson, einem Schüler der Berkeley High School. Gregory „Greg B“ Thomas, Michael Marshall, Craig Samuel, Darrien Cleage, Alex Hill und Kevin Moore schlossen sich ihm bald an oder musizierten mehr oder weniger regelmäßig mit Thompson. 1986 verließen Thomas, Samuel und Cleage die Band, während Hill und Moore feste Bandmitglieder wurden. Der Name Timex Social Club wurde im selben Jahr angenommen. Der Stil der Band spezialisierte sich auf Old-School-Hip-Hop und die Fusion von R&B- mit Hip-Hop-Rhythmen, was später als New Jack Swing bekannt wurde.
Ebenfalls 1986 wurde über Fantasy Records das Album Vicious Rumors veröffentlicht. Die Auskopplung Rumors schaffte es bis auf Platz 8 der Billboard Hot 100, Platz 13 der UK-Charts, Platz 11 in Deutschland und Platz 1 in Kanada. Außerdem stieg Rumors auf Platz 1 der US Billboard Hot R&B/Hip-Hop Singles & Tracks, der Dance Music/Club Play Singles und der Hot Dance Music/Maxi-Singles Sales.
Die beiden danach veröffentlichten Singles Thinkin’ About Ya und Mixed-Up World erreichten die R&B-Top-20 in den USA, fanden international aber keine größere Beachtung. Thinkin’ About Ya konnte einen Erfolg verbuchen, denn die Band Club Nouveau verwendete Passagen des Titels für ihren Hit Why You Treat Me so Bad.

## Touren
Die Band ist noch immer auf Konzerten in den USA zu sehen. Marcus Thompson (DJ) und Samuelle Prater (Gesang) stehen für die derzeitige Besetzung. Auch die veröffentlichten Werke der Band werden in vorwiegend amerikanischen Musikshows nach wie vor gespielt, meist in so genannten Old-School-Mixes.
Songs der Band wurden häufig als Samples benutzt, so unter anderem von 2Pac, Public Enemy und Master P.

## Diskografie

### Alben
| Jahr | Titel Musiklabel                         | Höchstplatzierung, Gesamtwochen, AuszeichnungChartsChartplatzierungen (Jahr, Titel, Musiklabel, Platzierungen, Wochen, Auszeichnungen, Anmerkungen) | Anmerkungen |
| Jahr | Titel Musiklabel                         | R&B | Anmerkungen |
| ---- | ---------------------------------------- | --- | --- |
| 1986 | Vicious Rumors … The Album Danya Records | R&B29 (45 Wo.)R&B | Erstveröffentlichung: November 1986 Aufnahmen: Fantasy Studios, Starlight Studios Produzenten: Jay Logan, Michael Marshall |

Weitere Alben
- 1994: Rumors (ZYX Music)

### Singles
| Jahr | Titel Album                      | Höchstplatzierung, Gesamtwochen, AuszeichnungChartplatzierungen (Jahr, Titel, Album, Platzierungen, Wochen, Auszeichnungen, Anmerkungen) | Höchstplatzierung, Gesamtwochen, AuszeichnungChartplatzierungen (Jahr, Titel, Album, Platzierungen, Wochen, Auszeichnungen, Anmerkungen) | Höchstplatzierung, Gesamtwochen, AuszeichnungChartplatzierungen (Jahr, Titel, Album, Platzierungen, Wochen, Auszeichnungen, Anmerkungen) | Höchstplatzierung, Gesamtwochen, AuszeichnungChartplatzierungen (Jahr, Titel, Album, Platzierungen, Wochen, Auszeichnungen, Anmerkungen) | Höchstplatzierung, Gesamtwochen, AuszeichnungChartplatzierungen (Jahr, Titel, Album, Platzierungen, Wochen, Auszeichnungen, Anmerkungen) | Höchstplatzierung, Gesamtwochen, AuszeichnungChartplatzierungen (Jahr, Titel, Album, Platzierungen, Wochen, Auszeichnungen, Anmerkungen) | Höchstplatzierung, Gesamtwochen, AuszeichnungChartplatzierungen (Jahr, Titel, Album, Platzierungen, Wochen, Auszeichnungen, Anmerkungen) | Anmerkungen                                                                            |
| Jahr | Titel Album                      | DE | AT | CH | UK | US | R&B | Dance | Anmerkungen                                                                            |
| ---- | -------------------------------- | --- | --- | --- | --- | --- | --- | --- | -------------------------------------------------------------------------------------- |
| 1986 | Rumors Vicious Rumors            | DE11 (17 Wo.)DE | AT24 (2 Wo.)AT | CH23 (4 Wo.)CH | UK13 (9 Wo.)UK | US8 (19 Wo.)US | R&B1 (24 Wo.)R&B | Dance1 (11 Wo.)Dance | Erstveröffentlichung: April 1986 Autoren: Alex Hill, Marcus Thompson, Michael Marshall |
| 1986 | Mixed Up World Vicious Rumors    | DE50 (7 Wo.)DE | — | — | UK81 (1 Wo.)UK | — | R&B15 (15 Wo.)R&B | — | Erstveröffentlichung: November 1986 Autor: Michael Marshall                            |
| 1986 | Thinkin’ About Ya Vicious Rumors | — | — | — | — | — | R&B15 (18 Wo.)R&B | — | Erstveröffentlichung: Dezember 1986 Autor: Michael Marshall                            |

Weitere Singles
- 1996: Rumors (Father Dom feat. Timex Social Club)